# Huzsvár László
Huzsvár László (Horgos, 1931. február 21. – Szabadka, 2016. december 10.) a Nagybecskereki egyházmegye első püspöke.

## Pályafutása
Az elemi iskolát szülőhelyén és Szegeden, a gimnáziumot Zentán végezte, majd Zágrábban a Hittudományi Karon tanult teológiát. 1957. június 29-én szentelték pappá Szabadkán. Ezt követően Bácsújfalun, illetve Bácstopolyán szolgált káplánként, majd 1958-tól Szabadkán püspöki titkár és székesegyházi káplán, illetve Kelebián vikárius volt, azután 1961. augusztus 21-től Verbászon plébános. Emellett a szabadkai Paulinum kisszemináriumában is tanított.
1970-től továbbiakban az újvidéki Szent Erzsébet plébánia, majd 1974-től a Mária neve plébánia plébánosa volt, az újvidéki kerületi esperese és pápai prelátus lett.
Lelkészi szolgálata mellett több zarándoklatot szervezett (Ausztria, Róma, Mária-kegyhelyek, Görögország).

### Püspöki pályafutása
1988. január 8-án II. János Pál pápa a Nagybecskereki egyházmegye első püspökévé nevezte ki; püspökké szentelésére február 14-én került sor. Püspökként átszervezte az egyházmegyét, templomokat építtetett és újíttatott fel. 
Tisztségét 2007. június 30-ig látta el, amikor nyugállományba vonult. Hosszan tartó súlyos betegség után hunyt el.

## Művei
Megindította a Hitélet című katolikus folyóiratot, melynek 1963-tól 1989-ig főszerkesztője volt. Szintén ő indította el a Katolikus Kincses Kalendárium című kiadványt, melyet 1969-től 1984-ig szerkesztett.
- Katolikus kincses kalendárium; szerk. Huzsvár László; Kulai Római Katolikus Plébánia Hivatal, Újvidék, 1968-
- Hiszek. Ima- és énekfüzet; összeáll. Huzsvár László; 3. bőv. kiad.; Forum, Újvidék, 1973
- Hitélet. Imakönyv népénekeskönyv melléklettel és a szentségi élet megújult liturgiájának magyarázatával; összeáll. Huzsvár László; Szabadkai Egyházmegye Liturgikus Bizottság, Szabadka, 1977
- Sajtóapostolból apostolutód. Szerdahelyi Csongor beszélgetése Huzsvár László nyugalmazott nagybecskereki megyéspüspökkel; Szent István Társulat, Budapest, 2013 (Pásztorok)
- Négerből Horgoson is van elég. Tallózás gyermekkori emlékeim tárából; Agapé, Újvidék, 2015

## Díjai, kitüntetései
- 2006: Fraknói Vilmos-díj[4]
- 2007: A Magyar Köztársasági Érdemrend tisztikeresztje[5]
- 2012: Táncsics Mihály-díj[6]